# Соха, Леопольд
Леопольд Соха по прозвищу Польдек (пол. Leopold Socha, Poldek; 28 августа 1909, Львов — 12 мая 1946, Гливице) — польский инженер, Праведник народов мира.

## Биография
Жил в бедном районе Львова. Работал в системе жилищно-коммунального хозяйства.
Во время Второй мировой войны, начиная с 1943 года, использовал свои знания о канализационной системе города для того, чтобы прятать от нацистов и их пособников 20 евреев, бежавших из Львовского гетто. Действовал вместе с женой и коллегой. Десять евреев в итоге смогли выжить.
После окончания войны он отправился в Гливице с женой, дочерью и спасенными им евреями . Там он был сооснователем ресторана «Бар Львовски».
В 1946 году, спасая свою дочь от наезда советского военного грузовика, Леопольд Соха направил свой велосипед на неё и успел вытолкнуть девушку из-под колёс, но сам при этом погиб. После его гибели спасённые евреи отдали ему дань уважения.

## Память
23 мая 1978 израильский институт Яд ва-Шем признал Леопольда Соху и его жену Магдалену Праведниками народов мира. О нём снят фильм В темноте. Также он многократно упоминается в книге воспоминаний The Girl in the Green Sweater: A Life in Holocaust’s Shadow, написанной Кристиной Хигер, одной из выживших при его помощи жертв Холокоста.